# Los del Río
Los del Río är en spansk musikduo. Deras enda internationellt kända låt är "Macarena" som blev en världshit i mitten av 1996.
Deras specialtet är spansk folkmusik, flamenco men framförallt sevillana. De har producerat en mängd album och syns flitigt i de spanska TV-kanalerna.
Gruppen består av Rafael Ruíz Perdigones och Antonio Romero Monge; de är båda uppväxta strax utanför Sevilla i Andalusien. De bor numera i Dos Hermanas som är en förstad till Sevilla.

## Diskografi

### Album
| År   | Album                 |
| ---- | --------------------- |
| 1994 | A mí me gusta         |
| 1995 | Calentito             |
| 1996 | Macarena Non Stop     |
| 1996 | Colores               |
| 1997 | Fiesta Macarena       |
| 1999 | Baila                 |
| 2003 | Río de sevillanas     |
| 2004 | P'alante              |
| 2008 | Quinceañera Macarena  |
| 2011 | Retrato a Sevilla     |
| 2012 | Vámonos que nos vamos |

### Singlar
| År   | Singel                                  | US | US Latin | UK | AUS | Album                 |
| ---- | --------------------------------------- | -- | -------- | -- | --- | --------------------- |
| 1993 | "Macarena" (release i Europa)           | -  | -        | -  | -   | A mí me gusta         |
| 1995 | "Macarena"                              | 23 | 12       | -  | -   | A mí me gusta         |
| 1996 | "Macarena (Bayside Boys Mix)"           | 1  | -        | 2  | 1   | Macarena Non Stop     |
| 1997 | "Macarena Christmas"                    | 57 | -        | -  | 5   | endast singel-release |
| 2008 | "Macarena (The Art of Sound Group Mix)" | -  | -        | -  | -   | Quinceañera Macarena  |